# オスウィーゴ砦の戦い (1814年)
1814年のオスウィーゴ砦の戦い（オスウィーゴとりでのたたかい、英: Battle of Fort Oswego (1814)）は、米英戦争3年目の1814年5月6日、アメリカ合衆国ニューヨーク州オスウィーゴ砦と村をイギリス軍が襲撃した戦闘である。

## 背景
オンタリオ湖が凍っていた1814年初期、イギリス海軍とアメリカ海軍の戦隊はそれぞれ2隻のフリゲート艦を建造し、それで来るべき作戦展開時期のオンタリオ湖支配権を競っていた。ジェイムズ・ルーカス・ヨー代将が指揮するイギリス海軍はまず最初のフリゲート艦を4月14日に完工したが、アイザック・チョウンシー代将のアメリカ海軍もさらに強力なフリゲート艦を完工させ、ヨーの戦隊は戦力で劣ることになった。
アッパー・カナダ副総督のゴードン・ドラモンド中将は、ヨーの戦隊がチョウンシーの戦隊より強力な間に、ニューヨーク州サケッツ港にあるアメリカ海軍の主要港かつ基地を攻撃することを提案していた。その守備隊は大半がナイアガラ川沖に動いており、僅か1,000名の守備隊が守るだけだった。それでもドラモンドは、強固に要塞化されたこの町を攻撃するために援軍を要請しており、カナダの軍政府長官ジョージ・プレボスト中将はそれを拒んだ。
その代わりにドラモンドとヨーは、オスウィーゴ砦という小さな基地を攻撃することにした。この砦は近くにあるオスウィーゴ村と共に、ニューヨーク州からアメリカ軍物資を運ぶための重要な中継点だった。軍需物資、食料などの物資が、モホーク川を遡り、オナイダ湖を横切ってオスウィーゴに運ばれ、オンタリオ湖の南東隅を横切って、最終目的地のサケッツ港に運ばれていた。
ドラモンドとヨーは、この砦の守備隊が290名に過ぎないという信頼すべき情報を得ており、サケッツ港で建造中のチョウンシーの艦船に搭載する30門以上の大砲がそこで待機していると考えた。彼らはオスウィーゴを占領することで、これら大砲を捕獲でき、それによってヨーのチョウンシーに対する優勢を維持できると考えた。

## 攻撃
ヨーの戦隊は上陸部隊を乗せて5月3日遅くにキングストンを出港した。オスウィーゴには5月5日早朝に到着した。正午直後に部隊の上陸の準備ができたが、南寄りの風が吹き出し、ヨーの戦隊は岸に近づけなくなり、その大砲で上陸部隊を支援できなくなった。その夕、嵐が吹いてイギリス艦船を夜の間後退させた。
イギリス艦船は翌朝11時にオスウィーゴに戻り、上陸が進行した。上陸部隊はジェイムズ・マルコーム中佐の指揮するロイヤル海兵隊第2大隊、アレクサンダー・マクミラン大佐の指揮するグレンガリー軽装歩兵連隊の1個中隊、ワットビル連隊の1個中隊、ウィリアム・マルカスター海軍大佐の指揮するパイク（槍）で武装した水兵200名分遣隊で構成された。ワットビル連隊の4個中隊が予備隊に置かれた。ワットビル連隊の指揮官だったビクター・フィッシャー中佐が上陸部隊を率いた。
これに対抗したアメリカ軍は、アメリカ第3砲兵連隊の242名の士卒、アメリカ海軍の水兵25名、およびニューヨーク州民兵約200名であり、第3砲兵連隊のジョージ・ミッチェル少佐が指揮した。砦は絶望的な状態にあったが、上陸が遅れたことで、予備の大砲を湖に面した方に移すことができ、9ポンド砲1門と6ポンド砲4門の合計5門の大砲で迎え撃った。
イギリス艦HMSプリンス・リージェントとHMSプリンセス・シャーロットの2隻が砦と交戦している間にスループとブリッグ6隻の大砲が森を払い、上陸する湖浜を開けた。イギリス軍は午後2時ごろ上陸した。兵士のほとんど全てがまだ水深の深い所で降りたので、弾薬が濡れて使い物にならなくなった。それでも銃剣を装着し、激しい砲火の下を前進した。グレンガリー軽装歩兵の中隊が本隊の左にある森を払い、水兵が村に前進している間に、本隊は砦に対する正面攻撃を掛けた。アメリカ軍歩兵は坂道を駆けあがって砦の中に退いた。攻撃部隊がその坂道の上部に達すると、守備隊は砦を放棄して逃亡した。

## 損失
副参謀ジョン・ハーベイ中佐が署名したイギリス軍公式報告書に拠れば、イギリス軍の損失はロイヤル海兵隊第2大隊の戦死7名、負傷33名、ワットビル連隊の戦死8名、負傷17名、グレンガリー軽装歩兵の負傷9名だった。別にヨーが署名したイギリス海軍の損失は戦死3名、負傷10名、ロイヤル海兵隊の戦死6名、負傷27名だった。総計は戦死18名、負傷69名であり、ロイヤル海兵隊の損失について海軍の数字が正しければ、戦死17名、負傷63名となる。マルカスター海軍大佐はブドウ弾で重傷を負い、片脚を失った。
アメリカ軍の損失は集計が難しい。ミッチェルの損失報告書にはアメリカ正規兵の損失のみが含まれ、戦死6名、負傷38名、不明25名としていた。ドラモンド将軍のジョージ・プレボストに送った報告書では、イギリス軍が「重傷を負った者の半分、約60名を」捕虜にしていた。しかし、別のイギリスの報告書では、アメリカ兵25名と文民1名（おそらく民兵）のみが捕まったとされていた。さらに別のイギリス軍報告書では、戦場でアメリカ軍士官1名、兵士20名の死体を見つけたとなっていた。

## 結果
イギリス軍は、小麦粉、豚肉、塩、パン、それに軍需品を合わせ有益な物資2,400樽を手に入れた。さらにUSSグロウラーなど小さなスクーナー数隻も捕獲した。グロウラーは1年前にイギリス軍が1度捕獲したものだが、アメリカ軍に取り返されていた船だった。グロウラーにはチョウンシーに送ることになっていた貴重な大砲7門が積まれていた。アメリカ兵はグロウラーがイギリス軍に捕獲されないように大急ぎで穴を明けて沈めていたが、イギリス軍はそれを引き上げることができた。イギリス軍は動かすことのできない砦、兵舎、倉庫を破壊した後、5月7日朝4時頃にそこから撤退した。
イギリス軍は、このときオスウィーゴに向かう途中で、12マイル (19 km) 離れたオスウィーゴフォールズにあった大砲21門は取り逃がした。ヨーはオスウィーゴ川を遡る遠征隊を出さず、それら大砲がチョウンシーの所に届かないよう、サケッツ港の封鎖を選んだ。アメリカ軍はランチや小さなボートでそれらをサケッツ港まで運ぼうとしたが、妨害された。イギリスの海兵と水兵200名が彼らに遮断攻撃を掛けようとしたが、ビッグサンディ・クリークの戦いで待ち伏せされ、逆に捕獲された。
チョウンシーが大砲を受け取ってその艦船に装備してしまうと、1814年7月末からその年末まで湖を支配することになった。